# Simibryocryptella wiebachi
Simibryocryptella wiebachi är en mossdjursart som först beskrevs av Jean-Loup d'Hondt 1977.  Simibryocryptella wiebachi ingår i släktet Simibryocryptella och familjen Bryocryptellidae. Inga underarter finns listade i Catalogue of Life.